# Kuntoholmen
Kuntoholmen är en ö i Finland. Den ligger i sjön Juusjärvi och i kommunen Kyrkslätt i den ekonomiska regionen  Helsingfors  och landskapet Nyland, i den södra delen av landet, 29 km väster om huvudstaden Helsingfors. Öns area är 0,1 hektar och dess största längd är 60 meter i öst-västlig riktning.